# Тилман Рименшнајдер
Тилман Рименшнајдер (* око 1460. Хајлбад Хајлигенштату; † 7. јули 1531. у Вирцбургу) је био значајан немачки вајар на прелазу позне готике и ренесансе око 1500-их година.

## Биографија
О њему нема много података из живота. Био је рођен између 1459. и 1462. године у Хајлбад Хајлигенштату у Еихсфелду али се због природе посла свог оца убрзо преселио у Остероде ам Харц и ту провео своје дечачке дане.
Око 1473. године је Тилман учио за вајара и радио је скулптуре и рељефе и у дрву. Данас се мисли да је овај занат учио у Штрасбургу и Улму али се због несигурних података из овог доба о томе ништа не зна. Са великом сигурношћу се сматра да је познавао дела Мартина Шонгаунера и његове графике. Током свог живота се четири пута женио а због уплитања у политику је био затворен и мучен у затвору где су му сломљене руке и у овим околностима није био у могућности да више ради, али за то нема поузданих доказа.
Његова дела су откривена поново у 19. веку.
Рименшнеидерове скулптуре у дрву и камену одликују се изражајним лицима и делаљном и богатом драперијом и никада нису биле бојене и он је први велики скулптор код ког је то био случај а радови који су били бојени су верзије његових савременика.

### Документације
- -{Michael Baxandall: Die Kunst der Bildschnitzer. Tilman Riemenschneider, Veit Stoß & ihre Zeitgenossen. 2004. ISBN 978-3-406-52368-7. München.
- Justus Bier, Tilman Riemenschneider. Würzburg 1925ff.
- Julien Chapuis u.a: Tilman Riemenschneider: Master Sculptor of the Late Middle Ages. Yale University Press. 1999. ISBN 978-0-300-08162-6. (Ausstellungskatalog Washington/New York 1999/2000). New Haven (u.a.).  (Hardcover) und.  978-0-89468-244-5. (Softcover)
- Max H. von Freeden: Tilman Riemenschneider. Leben und Werk (Deutsche Lande - Deutsche Kunst). 5. izdanje, München/Berlin 1981
- Iris Kalden-Rosenfeld: Tilman Riemenschneider und seine Werkstatt. 2011. ISBN 978-3-7845-3225-7. Mit einem Katalog der allgemein als Arbeiten Riemenschneiders und seiner Werkstatt akzeptierten Werke. Einführung von Jörg Rosenfeld. 4., aktualisierte und erweiterte Auflage Königstein i. Ts.  und (englische Ausgabe 2004).  978-3-7845-3223-3. .
- Claudia Lichte (ed): Tilman Riemenschneider, Werke seiner Blütezeit. Regensburg 2004, Katalog zur gleichnamigen Ausstellung.
- Jürgen Lenssen (ed): Tilman Riemenschneider, Werke seiner Glaubenswelt. Regensburg 2004, Katalog zur gleichnamigen Ausstellung.
- Erik Soder von Güldenstubbe, u. a.: Tilman Riemenschneider, Gesichter der Spätgotik und sein Erbe im Taubertal. 2004. ISBN 978-3-934223-15-8. Gerchsheim.
- Leo Weismantel, Dill Riemenschneider, Union Verlag VOB, Berlin, 5. izdanje 1979
- Hanswernfried Muth (aktualisiert von Iris Kalden-Rosenfeld): Riemenschneider in Franken. ISBN 978-3-7845-1245-7.. Königstein im Taunus 2009 (= Langewiesche Bücherei).  }-

### Романи
- -{Tilman Röhrig: Riemenschneider. Historischer Roman. München. 2007. ISBN 978-3-492-05055-5., Piper.
- Heinrich Steinitz, Tilman Riemenschneider im deutschen Bauernkrieg. Geschichte einer geistigen Haltung Текст „Karl Heinrich Stein ” игнорисан (помоћ). Wien 1937, Zürich 1944 und 1953.}-